# Monastère de Lelić
Le monastère de Lelić (en serbe cyrillique : Манастир Лелић ; en serbe latin : Manastir Lelić) est un monastère orthodoxe serbe situé à Lelić, dans le district de Kolubara et sur le territoire de la Ville de Valjevo en Serbie.
L'église du monastère est consacrée à saint Nicolas.

## Présentation
Une église a d'abord été édifiée en 1929 à l’initiative de Dragomir Velimirović, le père de saint Nikolaj Velimirović (1881-1956). Elle a été transformée en monastère en 1997. Nikolaj Velimirović était un célèbre théologien qui est mort en exil aux États-Unis. Par ses ouvrages, il est considéré comme le plus important guide spirituel de Serbie après saint Sava. Il a été canonisé par l'assemblée des évêques de l'Église orthodoxe serbe le 19 mai 2003. Depuis 1991, le monastère abrite ses reliques ; on y trouve également un musée qui, outre des souvenirs liés au saint, présente des manuscrits et des livres rares. Le monastère de Lelić attire chaque année de nombreux pèlerins.

## Architecture et peintures

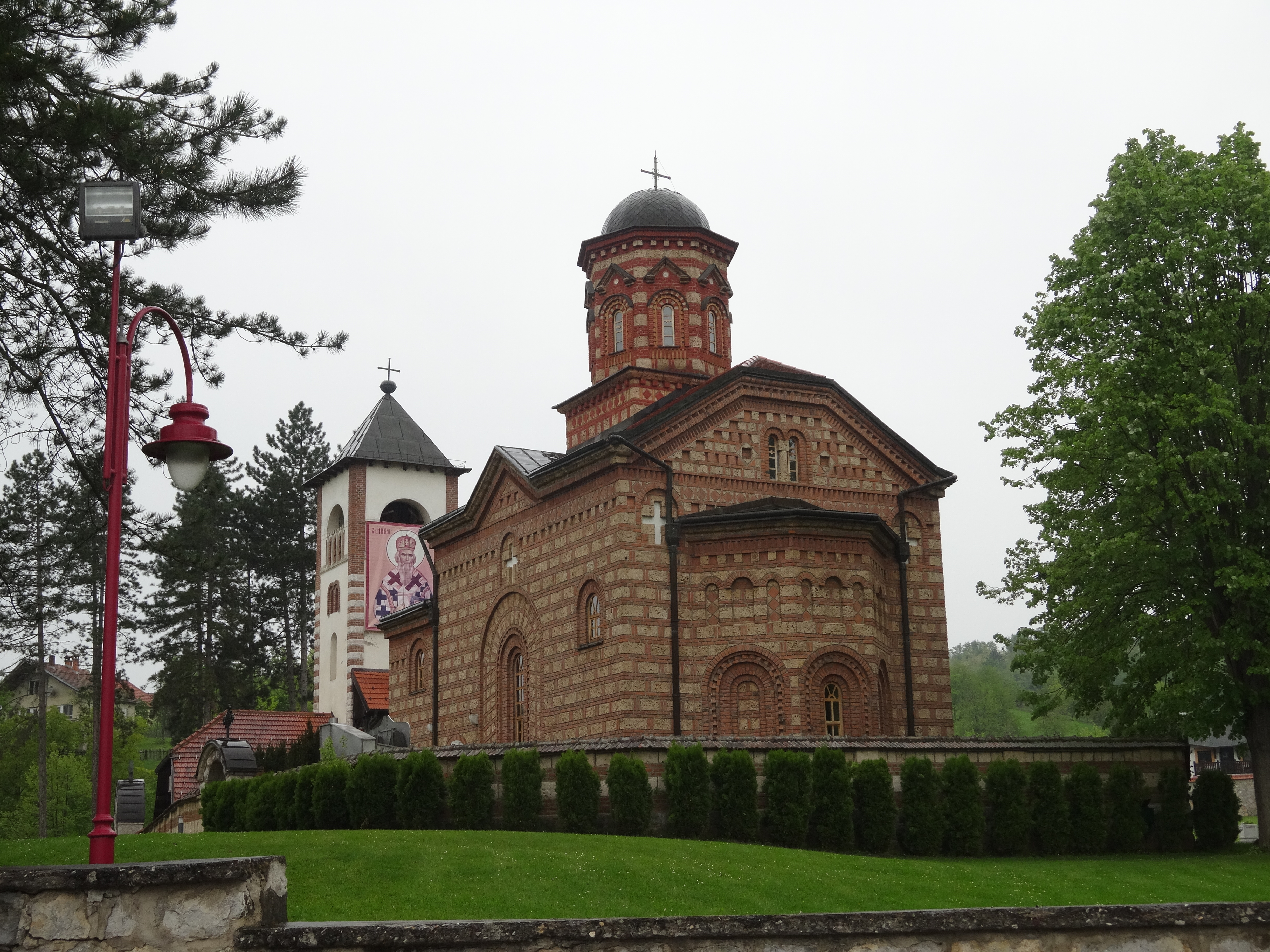
L'église du monastère

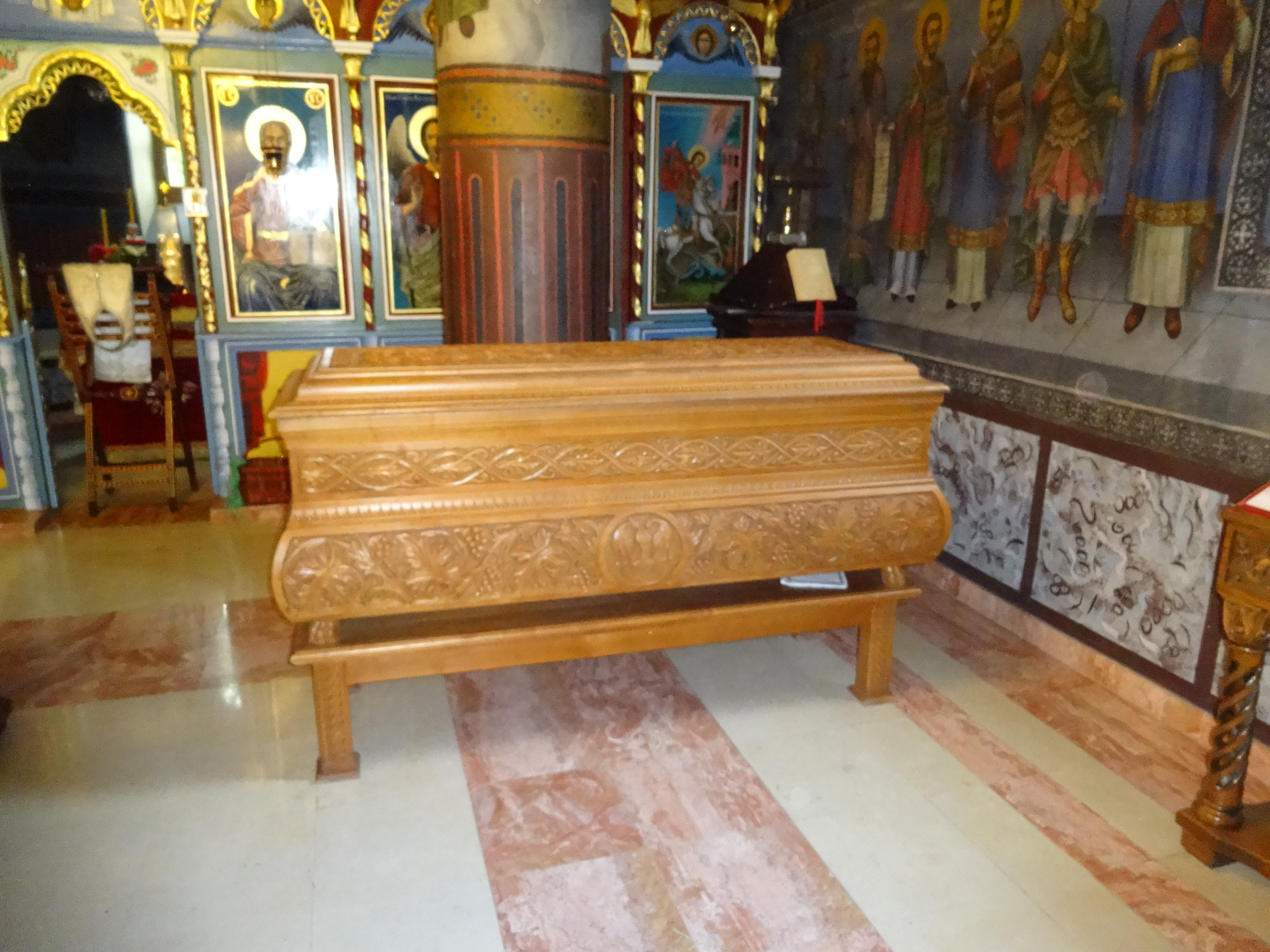
Les reliques de saint Nikolaj Velimirović
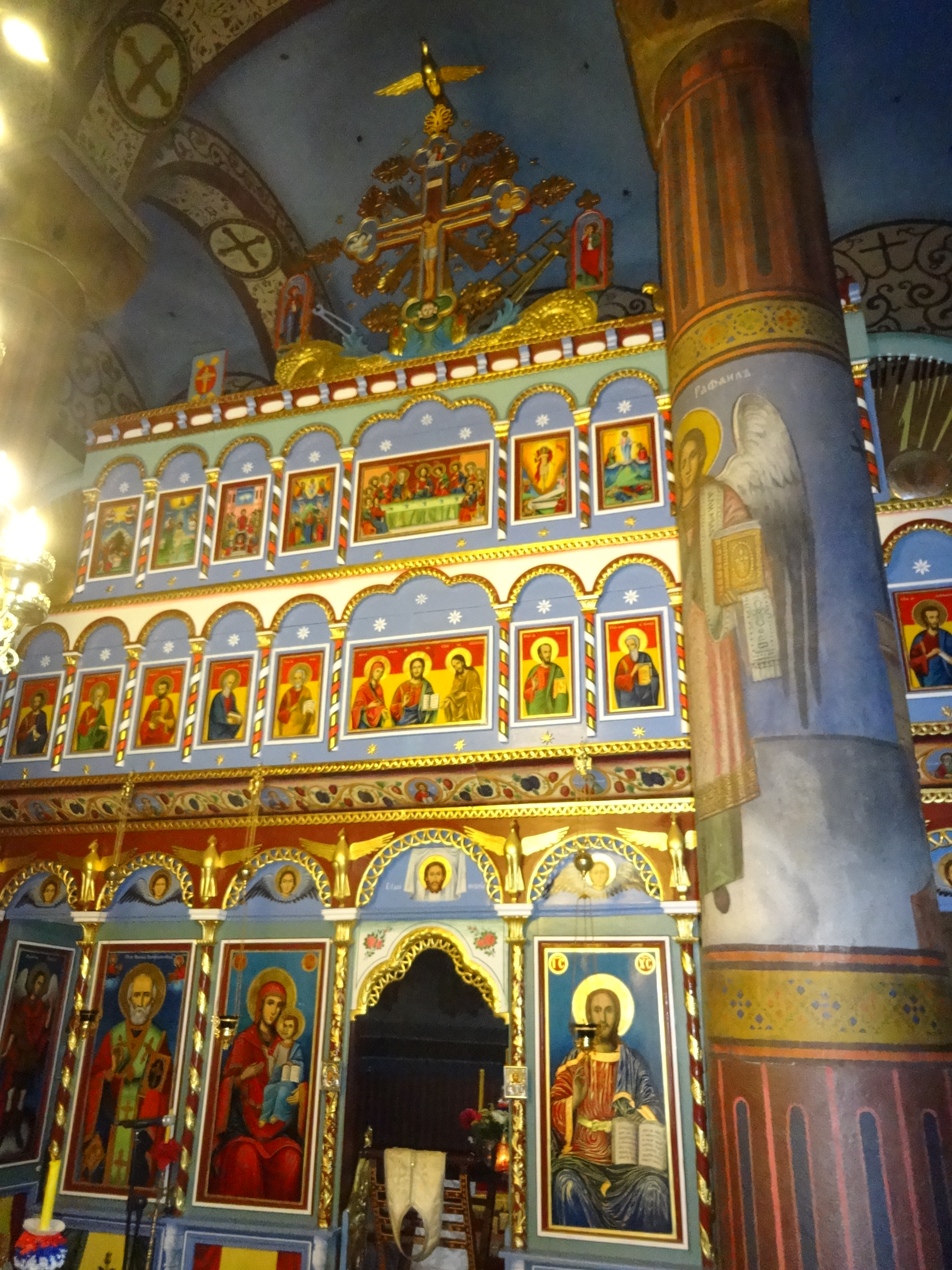
L'iconostase de l'église
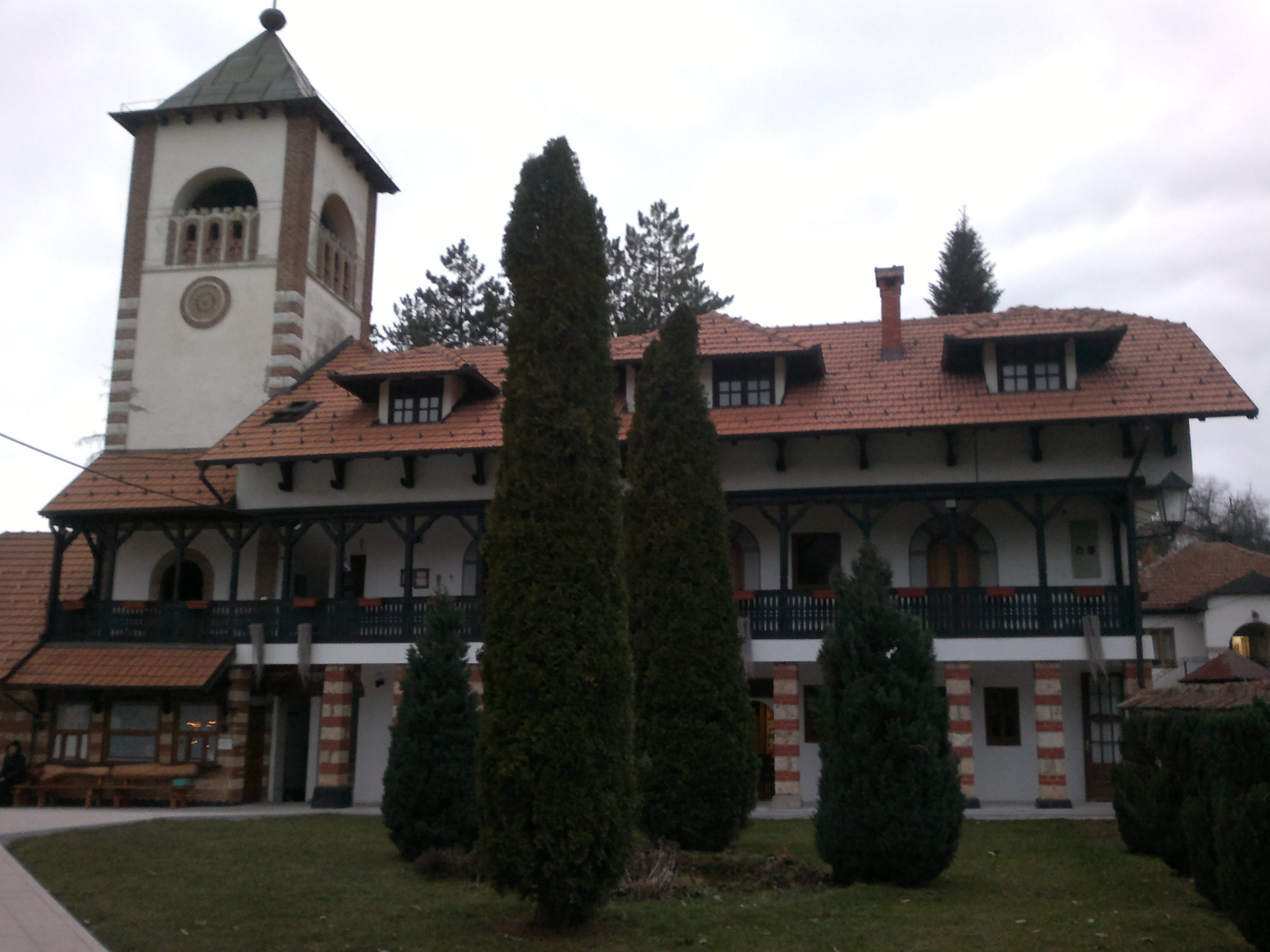
Le konak du monastère